# Октябрьский (городской округ город Тула)
Октябрьский — посёлок в Тульской области России.
В рамках организации местного самоуправления входит в городской округ город Тула, в рамках административно-территориального устройства является центром Октябрьского сельского округа Ленинского района Тульской области.

## География
Расположен к северу от областного центра, города Тула, на автомобильной трассе М-2 «Крым».
На западе примыкает к посёлку ВНИИКОП (636 жителей в 2002 году), население которого по переписи населения 2010 года учитывалась в составе посёлка Октябрьский.

## Население
| 2002 | 2010  |
| ---- | ----- |
| 839  | ↗1285 |

## История
Село Богучарово известно с XVII века под названием Далматского. Его владелец по фамилии Богучаров женился на внучке сокольничего царя Алексея Михайловича и назвал село по-новому — Богучарово. В XVIII столетии оно перешло к Хомяковым, которые построили там родовую усадьбу. В 1836 году на средства Марии Алексеевны Хомяковой построена церковь в честь Сретения Господня. В 1857 году в селе Богучарово при прудах проживало 148 человек, по метрическим книгам 1915—1916 годов в нём было 12 дворов и 54 человека. На картах 1950-х годов населёный пункт обозначается как село Богучарово, а с 1970-х уже как посёлок Октябрьский.
До 1990-х годов посёлок был административным центром Октябрьского сельского совета Ленинского района Тульской области, с 1997 года — Октябрьского сельского округа.
В рамках организации местного самоуправления с 2006 до 2014 гг. посёлок входил в состав сельского поселения Рождественское Ленинского района. С 2015 года входит в Зареченский территориальный округ в рамках городского округа город Тула.